# Supercoppa italiana 2007 (pallavolo maschile)
La Supercoppa italiana di pallavolo maschile 2007 si è svolta il 24 settembre 2007: al torneo hanno partecipato due squadre di club italiane e la vittoria finale è andata per la settima volta al Volley Treviso.

## Regolamento
Le squadre hanno disputato una gara unica.

## Squadre partecipanti
| Squadra | Qualificazione                                   | Ultima partecipazione    |
| ------- | ------------------------------------------------ | ------------------------ |
| M. Roma | Finalista Coppa Italia 2006-07                   | Debutto                  |
| Treviso | Vincitrice Serie A1 2006-07/Coppa Italia 2006-07 | Supercoppa italiana 2005 |

## Torneo
| 24 settembre 2007 PalaTrieste, Trieste Durata: 1h:07 - Spettatori: 4 248 | Treviso | 3 - 0 | M. Roma | 25-19, 25-19, 25-21 |